# Taohelong
Taohelong là một chi khủng long, được Yang J. T. You Li D. Q. & Kong mô tả khoa học năm 2013.